# Glacis United Football Club
Glacis United es un club de fútbol con sede en Gibraltar. El club juega en la Liga Nacional de Gibraltar, la primera división de Gibraltar.

## Historia
El club se fundó en 1965 y se hizo miembro de la Asociación de Fútbol de Gibraltar. El club juega sus partidos en el Estadio Victoria además que los otros equipos de su país. El Glacis United tienen 2 equipos de mayores, que juegan en el Gibraltar Football League y de Reservas, respectivamente, con otros 5 equipos de jóvenes que juegan en las ligas menores de la Asociación de Fútbol de Gibraltar.

### Temporada 2016-17
El club jugará en la Premier League Gibraltareña

## Palmarés
Liga Nacional de Gibraltar (17): 1966, 1967, 1968, 1969, 1970, 1971, 1972, 1973, 1974, 1976, 1981, 1982, 1983, 1985, 1989, 1997, 2000.
Rock Cup (5):1974-75, 1980-81, 1981-82, 1996-97, 1997-98
Supercopa Gibralteña (2): 2000, 2005

## Resumen general de las temporadas
| Temporada | Primera División     | Rock Cup (copa)      | Copa Pepe Reyes (supercopa) | Liga de Campeones de la UEFA | Liga Europa de la UEFA | Liga Europa Conferencia de la UEFA |
| --------- | -------------------- | -------------------- | --------------------------- | ---------------------------- | ---------------------- | ---------------------------------- |
| 2013-14   | 5.° lugar            | Eliminado            |                             |                              |                        |                                    |
| 2014-15   | 6.° lugar            | Eliminado            |                             |                              |                        |                                    |
| 2015-16   | 7.° lugar            | Cuartos de final     |                             |                              |                        |                                    |
| 2016-17   | 4.° lugar            | Segunda Ronda        |                             |                              |                        |                                    |
| 2017-18   | 7.° lugar            | Segunda Ronda        |                             |                              |                        |                                    |
| 2018-19   | 8.° lugar            | Segunda Ronda        |                             |                              |                        |                                    |
| 2019-20   | Temporada abandonada | Temporada abandonada |                             |                              |                        |                                    |
| 2020-21   | 8.° lugar            | Finalista            | no se disputó               |                              |                        |                                    |
| 2021-22   | 5.° lugar            | Primera Ronda        |                             |                              |                        |                                    |
| 2022-23   | ?                    | ?                    |                             |                              |                        |                                    |

## Fútbol sala
En la temporada 2015-16 el club jugó primera división en la donde terminó 3°, consiguiendo participar en los play-offs donde quedó eliminado en las semifinales.